# Metalobosia postrubida
Metalobosia postrubida är en fjärilsart som beskrevs av Rothschild 1913. Metalobosia postrubida ingår i släktet Metalobosia och familjen björnspinnare. Inga underarter finns listade i Catalogue of Life.